# Бидайык (Акмолинская область)
Бидайы́к (каз. Бидайық) — упразднённое село в Бурабайском районе Акмолинской области Казахстана. Входило в состав Наурызбайского сельского округа.

## География
Село располагалось в северо-восточной части района, на расстоянии примерно 44 километров (по прямой) к северо-востоку от административного центра района — города Щучинск, в 10 километрах к юго-востоку от административного центра сельского округа — аула Наурызбай батыра.
Абсолютная высота — 241 метров над уровнем моря.
Ближайшие населённые пункты: аул Наурызбай батыра — на северо-западе, село Жанаталап — на юге.

## История
Постановлением акимата Акмолинской области от 11 июня 2007 года № А-6/203 и решением Акмолинского областного маслихата от 11 июня 2007 года № ЗС-27-14 «О внесении изменений в административно-территориальное устройство Акмолинской области по Щучинскому району» (зарегистрированное Департаментом юстиции Акмолинской области 11 июля 2007 года № 3228):
- село Бидайык было переведено в категорию иных поселений и исключено из учётных данных;
- поселение упразднённого населённого пункта — вошло в состав села Наурызбай батыра.

## Население
В 1989 году население села составляло — 190 человек (из них казахи — основное население).
| Численность населения |
| 1989                  |
| --------------------- |
| 123                   |